# أبجدية القراءة
أبجدية القراءة هو كتاب من تأليف شاعر القرن العشرين التصويري عزرا باوند نُشر في عام 1934. وفي هذا الكتاب، يحدد باوند منهجًا يمكن من خلاله للمرء أن يقدّر الأدب ويفهمه مع التركيز في المقام الأول على الشعر.
وعلى الرغم من عنوانه، إلا أنه يمكن اعتبار النص بمثابة دليل لكتابة الشعر. حيث يبدأ العمل بـ "مثل سمكة الشمس"، ويضم مجموعة من الشعر الإنجليزي وأطلق عليها باوند "المعارض" والعديد من الاقتباسات البارزة.

## التغني
- "الأدب هو لغة مشحونة بالمعنى: الأدب العظيم ببساطة مشحون بالمعنى إلى أقصى درجة" حبث يتم تحقيق ذلك من خلال ثلاث طرق رئيسية:

1. فانوبويا وتعني رمي الشيء (الثابت أو المتحرك) إلى الخيال البصري.
2. صنع الموسيقى وتعني إحداث الارتباطات العاطفية عن طريق الصوت وإيقاع الكلام.
3. البلاغة وتعني تحفيز 1 و2 عن طريق الارتباطات مع مجموعات الكلمات/الكلمات الأخرى.

- "الأدب خبر يبقى خبراً".
- "تتعفن الموسيقى عندما تبتعد كثيراً عن الرقص. ويضمر الشعر عندما يبتعد كثيراً عن الموسيقى".
- "لم أقرأ قط نصف صفحة من هوميروس دون أن أجد اختراعًا لحنيًا".
- "بدون الحد الأدنى السابق من الشعر باللغات الأخرى، فإنك ببساطة لن تعرف من أين يأتي الشعر الإنجليزي".
- "من "تشوسر" يمكنك تعلم كل ما جاء في أقدم لغة إنجليزية يمكن للمرء قراءتها بدون قاموس."
- "الفنانون هم قرون الاستشعار للسباق".
- "يمكن للإنسان أن يتعلم المزيد عن الشعر من خلال معرفة عدد قليل من أفضل القصائد وفحصها بدلاً من التجول بين عدد كبير منها".
- "إن إحدى متع منتصف العمر هي أن تكتشف أن المرء كان على حق، وأنه كان على حق في كثير مما كان يعرفه في السابعة عشرة أو الثالثة والعشرين على سبيل المثال".
- "يجب على الناقد الصادق أن يكون راضيًا عندما يجد القليل جدًا من العمل والمعاصر الذي يستحق الاهتمام الجاد؛ ولكن يجب أن يكون مستعدًا للاعتراف بهذا القليل..."
- "هناك ثلاثة أنواع من الميلوبويا، أي الشعر المصنوع للغناء، والترنيم/الترنيم، والتحدث. وكلما زاد إيمان الشخص بالأول، كلما زاد عمره. ويقرأ المرء نثرًا للموضوع".

## رسالة في المتر
تنتهي الدراسة بمقال عن التطور الإبداعي وعلاقة الشاعر بالموسيقى بعنوان "رسالة في العداد". حيث يضم ثلاثة أقسام، ويستكشف باوند متطلبات الإلهام الأصيل وكيف أن التنظيم بما في ذلك "التسميات" ومخططات القافية حيث يمنع العملية الطبيعية. وباستخدام الموسيقى كخط فرعي، يجادل بأن الإيقاع واللحن، تحت شعار الاستماع، ويمكن أن يغرس في عملية نظم الشعر، كما ويساعد في التحريض على المزيد من الأصالة والأقل ميلاً إلى تدريس العروض.

## أنظر أيضاً
- نسخة كتب جوجل:

- نسخة مونوسكوب: